# Codici aeroportuali IATA - M

## MA-MD
- MAA Aeroporto Internazionale di Chennai, Chennai/Tirusulam, India
- MAB Aeroporto civile, Maraba (PA), Brasile
- MAC Aeroporto civile, Macon Smart, Stati Uniti d'America
- MAD Aeroporto Barajas, Madrid, Spagna
- MAE Aeroporto Madera Municipal, Madera (California), Stati Uniti d'America
- MAF Aeroporto Midland International, Midland / Odessa (Texas), Stati Uniti d'America
- MAG Aeroporto civile, Madang, Papua Nuova Guinea
- MAH Aeroporto di Mahón, Minorca, Spagna
- MAI Aeroporto civile, Mangochi, Malawi
- MAJ Aeroporto Majuro Marshall Islands International, Majuro, Isole Marshall
- MAK Aeroporto civile, Malakal, Sudan del Sud
- MAL Aeroporto civile, Mangole, Indonesia
- MAM Aeroporto Servando Canales, Heroica Matamoros, Messico
- MAN Aeroporto Ringway International, Manchester, Regno Unito
- MAO Aeroporto Eduardo Gomes, Manaus (AM), Brasile
- MAP Aeroporto civile, Mamai, Papua Nuova Guinea
- MAQ Aeroporto civile, Mae Sot, Thailandia
- MAR Aeroporto La Chinita, Maracaibo, Venezuela
- MAS Aeroporto civile, Manus Island Momote, Papua Nuova Guinea
- MAT Aeroporto Tshimpi, Matadi, Repubblica Democratica del Congo
- MAU Aeroporto civile, Maupiti Island, Polinesia Francese
- MAV Aeroporto civile, Maloelap Island, Stati Uniti d'America
- MAW Aeroporto civile, Malden (Missouri), Stati Uniti d'America
- MAX Aeroporto Ouro Sogui, Matam, Senegal
- MAY Aeroporto civile, Mangrove Cay, Bahamas
- MAZ Aeroporto Eugenio Maria de Hostos, Mayagüez, Porto Rico
- MBA Aeroporto Moi International, Mombasa, Kenya
- MBB Aeroporto civile, Marble Bar, Australia
- MBC Aeroporto civile, M'bigou, Gabon
- MBD Aeroporto International, Mmabatho (bophuthatswana), Sudafrica
- MBE Aeroporto civile, Monbetsu, Giappone
- MBH Aeroporto civile, Maryborough (Queensland), Australia
- MBI Aeroporto civile, Mbeya, Tanzania
- MBJ Aeroporto Internazionale Sangster, Montego Bay, Giamaica
- MBK Aeroporto civile, Matupá, Brasile
- MBL Aeroporto Blacker, Manistee (Michigan), Stati Uniti d'America
- MBM Aeroporto civile, Mkambati, Sudafrica
- MBN Aeroporto civile, Mount Barnett, Australia
- MBO Aeroporto civile, Mamburao, Filippine
- MBP Aeroporto civile, Moyobamba, Perù
- MBQ Aeroporto civile, Mbarara, Uganda
- MBR Aeroporto civile, Mbout / M'bout, Mauritania
- MBS Aeroporto Tri-City MBS, Saginaw / Midland / Bay City (Michigan), Stati Uniti d'America
- MBT Aeroporto civile, Masbate, Filippine
- MBU Aeroporto civile, Mbambanakira, Isole Salomone
- MBV Aeroporto civile, Masa, Papua Nuova Guinea
- MBW Aeroporto Moorabbin, Melbourne (VI), Australia
- MBX Aeroporto Slivnica, Maribor, Slovenia
- MBY Aeroporto civile, Moberly, Stati Uniti d'America
- MBZ Aeroporto civile, Maués, Brasile
- MCA Aeroporto civile, Macenta, Guinea
- MCB Aeroporto Mccomb / Pike County, Mc Comb (Mississippi), Stati Uniti d'America
- MCE Aeroporto Municipale di Merced, Merced (California), Stati Uniti d'America
- MCF Aeroporto Air Force Base, Macdill (Florida), Stati Uniti d'America
- MCG Aeroporto McGrath, Mc Grath (Alaska), Stati Uniti d'America
- MCH Aeroporto civile, Machačkala, Russia
- MCH Aeroporto civile, Machala, Ecuador
- MCI Aeroporto Kansas City International, Kansas City (Missouri), Stati Uniti d'America
- MCJ Aeroporto civile, Maicao, Colombia
- MCK Aeroporto Municipale di Mc Cook, Mc Cook (Nebraska), Stati Uniti d'America
- MCL Aeroporto civile, Mount Mckinley, Stati Uniti d'America
- MCM Eliporto di Monaco, Principato di Monaco
- MCN Aeroporto Middle Georgia Regional Airport LEWIS B. WILSON, Macon (Georgia), Stati Uniti d'America
- MCO Aeroporto Orlando International, Orlando (Florida), Stati Uniti d'America
- MCP Aeroporto civile, Macapá (AP), Brasile
- MCQ Aeroporto civile, Miskolc, Ungheria
- MCR Aeroporto civile, Melchor de Mencos, Guatemala
- MCS Aeroporto civile, Monte Caseros, Argentina
- MCT Aeroporto Internazionale di Mascate, Oman
- MCU Aeroporto Gueret, Montluçon, Francia
- MCU Aeroporto civile, Montlucon-Domerat, Francia
- MCV Aeroporto civile, Mc Arthur River (Northern Territory), Australia
- MCW Aeroporto Municipale di Mason City, Mason City (Iowa), Stati Uniti d'America
- MCX Aeroporto civile, Machačkala, Russia
- MCY Aeroporto civile, Maroochydore / Sunshine Coast (Queensland), Australia
- MCZ Aeroporto civile, Macelo / Maceio (Alabama), Brasile
- MDA Aeroporto civile, San Antonio Martindale AAF, Stati Uniti d'America
- MDB Aeroporto civile, Melinda, Belize
- MDC Aeroporto Sam Ratulangi, Manado, Indonesia
- MDD Aeroporto civile, Midland/odessa Airpark, Stati Uniti d'America
- MDE Aeroporto José Maria Cordova International / La Playas, Medellín, Colombia
- MDF Aeroporto civile, Medford Taylor Cty, Stati Uniti d'America
- MDG Aeroporto civile, Mudanjiang, Cina
- MDH Aeroporto Souther Illinois, Carbondale / Murphysboro (Illinois), Stati Uniti d'America
- MDI Aeroporto civile, Makurdi, Nigeria
- MDJ Aeroporto civile, Madras City, Stati Uniti d'America
- MDK Aeroporto civile, Mbandaka, Repubblica Democratica del Congo
- MDL Aeroporto civile, Mandalay, Birmania
- MDM Aeroporto civile, Munduku Mid Caicos, Papua Nuova Guinea
- MDN Aeroporto civile, Madison Jefferson, Stati Uniti d'America
- MDO Aeroporto Middleton Island MET Radar Station, Middleton Island (Alaska), Stati Uniti d'America
- MDP Aeroporto civile, Mindiptana, Indonesia
- MDQ Aeroporto civile, Mar Del Plata (Buenos Aires), Argentina
- MDR Aeroporto civile, Medfra, Stati Uniti d'America
- MDS Aeroporto civile, Middle Caicos, Turks e Caicos
- MDT Aeroporto Harrisburg International, Harrisburg (Pennsylvania), Stati Uniti d'America
- MDU Aeroporto civile, Mendi, Papua Nuova Guinea
- MDV Aeroporto civile, Medouneu, Gabon
- MDW Aeroporto Chicago Midway, Chicago (Illinois), Stati Uniti d'America
- MDX Aeroporto civile, Mercedes, Argentina
- MDY Aeroporto Naval Air Facility Midway Islands Henderson Field, Midway Island (Hawaii), Stati Uniti d'America
- MDZ Aeroporto El Plumerillo, Mendoza, Argentina

## ME-MK
- MEA Aeroporto civile, Macaé, Brasile
- MEB Aeroporto Essendon, Melbourne, Australia
- MEC Aeroporto Eloy Alfaro, Manta, Ecuador
- MED Aeroporto Prince Mohammad Bin Abdulaziz, Madinah, Arabia Saudita
- MEE Aeroporto civile, Maré / La Roche - Isole della Lealtà, Nuova Caledonia
- MEF Aeroporto civile, Melfi, Ciad
- MEG Aeroporto civile, Malanje, Angola (sito informativo)
- MEH Aeroporto civile, Mehamn, Norvegia
- MEI Aeroporto Key Field, Meridian (Mississippi), Stati Uniti d'America
- MEJ Aeroporto civile, Meadville (Pennsylvania), Stati Uniti d'America
- MEK Aeroporto Bassatine, Meknès, Marocco
- MEL Aeroporto Tullamarine International, Melbourne, Australia
- MEM Aeroporto Internazionale di Memphis, Memphis (Tennessee), Stati Uniti d'America
- MEN Aeroporto Brenoux, Mende, Francia
- MEO Aeroporto civile, Manteo Dare (Colorado), Stati Uniti d'America
- MEP Aeroporto civile, Mersing, Malaysia
- MER Aeroporto Castle Air Force Base, Merced (California), Stati Uniti d'America
- MES Aeroporto Polonia, Medan, Indonesia
- MET Aeroporto civile, Moreton, Australia
- MEU Aeroporto civile, Monte Dourado, Almeirim, Brasile
- MEV Aeroporto civile, Minden, Stati Uniti d'America
- MEW Aeroporto civile, Mweka, Repubblica Democratica del Congo
- MEX Aeroporto Internazionale di Città del Messico, Messico
- MEY Aeroporto civile, Meghauli, Nepal
- MEZ Aeroporto civile, Musina, Sudafrica
- MFA Aeroporto civile, Mafia Island, Tanzania
- MFB Aeroporto civile, Monfort, Colombia
- MFC Aeroporto civile, Mafeteng, Lesotho
- MFD Aeroporto Mansfield Lahm Municipal, Mansfield (Ohio), Stati Uniti d'America
- MFE Aeroporto Internazionale di McAllen-Miller, McAllen (Texas), Stati Uniti d'America
- MFF Aeroporto civile, Moanda, Gabon
- MFG Aeroporto civile, Muzaffarabad, Pakistan
- MFI Aeroporto Municipal, Marshfield (Wisconsin), Stati Uniti d'America
- MFJ Aeroporto civile, Moala, Figi
- MFL Aeroporto civile, Mount Full Stop, Australia
- MFM Aeroporto internazionale di Macao, Macao, Cina
- MFN Aeroporto civile, Milford Sound, Nuova Zelanda
- MFO Aeroporto civile, Manguna, Papua Nuova Guinea
- MFP Aeroporto civile, Manners Creek, Australia
- MFQ Aeroporto civile, Maradi, Niger
- MFR Aeroporto Jackson County / Rogue Valley, Medford (Oregon), Stati Uniti d'America
- MFS Aeroporto civile, Miraflores, Colombia
- MFT Aeroporto civile, Machu Picchu, Perù
- MFU Aeroporto civile, Mfuwe, Zambia
- MFX Altiporto di Méribel, Méribel, Francia
- MFY Aeroporto civile, Mayfa'ah, Yemen
- MGA Aeroporto Augusto Cesar Sandino International, Managua, Nicaragua
- MGB Aeroporto Mount Gambier Aerodrome, Mount Gambier (South Australia), Australia
- MGC Aeroporto civile, Michigan City, Stati Uniti d'America
- MGD Aeroporto civile, Magdalena, Bolivia
- MGF Aeroporto civile, Maringa (PR), Brasile
- MGG Aeroporto civile, Margarima, Papua Nuova Guinea
- MGH Aeroporto civile, Margate, Sudafrica
- MGJ Aeroporto Orange County, Montgomery (New York), Stati Uniti d'America
- MGL Aeroporto Dusseldorf Express, Mönchengladbach, Germania
- MGM Aeroporto Dannelly Field, Montgomery (Alabama), Stati Uniti d'America
- MGN Aeroporto civile, Magangue Baracoa / Maganque, Colombia
- MGO Aeroporto civile, Manega, Gabon
- MGP Aeroporto civile, Manga, Papua Nuova Guinea
- MGQ Aeroporto Internazionale Aden Adde, Mogadiscio, Somalia
- MGR Aeroporto civile, Moultrie, Stati Uniti d'America
- MGS Aeroporto civile, Mangaia Island, Isole Cook
- MGT Aeroporto civile, Milingimbi (Northern Territory), Australia
- MGV Aeroporto civile, Margaret River Station, Australia
- MGW Aeroporto Municipale di Morgantown, Morgantown (Virginia Occidentale), Stati Uniti d'America
- MGX Aeroporto civile, Moabi, Gabon
- MGY Aeroporto Dayton General Airport South, Dayton (Ohio), Stati Uniti d'America
- MGZ Aeroporto civile, Myeik, Birmania
- MHA Aeroporto civile, Mahdia, Guyana
- MHB Aeroporto civile, Auckland Mechanics Bay, Nuova Zelanda
- MHD Aeroporto Internazionale di Mashhad, Mashhad, Iran
- MHE Aeroporto civile, Mitchell (Dakota del Sud), Stati Uniti d'America
- MHF Aeroporto civile, Morichal, Colombia
- MHG Aeroporto Coleman Air Base, Mannheim, Germania
- MHH Aeroporto civile, Marsh Harbour - Abaco Island, Bahamas
- MHI Aeroporto civile, Musha, Gibuti
- MHK Aeroporto Municipale di Manhattan, Manhattan (Kansas), Stati Uniti d'America
- MHN Aeroporto Hooker Co., Mullen, Stati Uniti d'America
- MHO Aeroporto civile, Mount House, Australia
- MHQ Aeroporto civile, Mariehamn / Maarianhamina / Aland Island, Finlandia
- MHS Aeroporto civile, Mount Shasta (California), Stati Uniti d'America
- MHT Aeroporto civile, Manchester (New Hampshire), Stati Uniti d'America
- MHU Aeroporto civile, Mount Hotham, Australia
- MHV Aeroporto civile, Mojave (California), Stati Uniti d'America
- MHX Aeroporto civile, Manihiki Island, Isole Cook
- MHY Aeroporto civile, Morehead, Papua Nuova Guinea
- MIA Aeroporto Internazionale di Miami, Miami (Florida), Stati Uniti d'America
- MIB Aeroporto Minot Air Force Base, Minot (Dakota del Nord), Stati Uniti d'America
- MIC Aeroporto Crystal, Minneapolis (Minnesota), Stati Uniti d'America
- MID Aeroporto Lic. Manuel Crecencio Rejon International, Mérida, Messico
- MIE Aeroporto Delaware County, Muncie (Indiana), Stati Uniti d'America
- MIF Aeroporto civile, Monahans Hurd, Stati Uniti d'America
- MIG Aeroporto Neubieberg, Munich Neubiberg, Germania
- MIH Aeroporto civile, Mitchell Plateau, Australia
- MII Aeroporto civile, Marilia (SP), Brasile
- MIJ Aeroporto civile, Mili Island, Stati Uniti d'America
- MIK Aeroporto civile, Mikkeli, Finlandia
- MIL Qualunque aeroporto di Milano, Italia
- MIM Aeroporto civile, Merimbula, Australia
- MIN Aeroporto civile, Minnipa Black, Australia
- MIP Aeroporto civile, Milspeh Ramon, Israele
- MIQ Aeroporto civile, Omaha Millard, Stati Uniti d'America
- MIR Aeroporto Habib Bourgiba International / SKANES, Monastir, Tunisia
- MIS Aeroporto civile, Misima Island, Papua Nuova Guinea
- MIT Aeroporto civile, Shafter Kern Cty, Stati Uniti d'America
- MIU Aeroporto di Maiduguri, Maiduguri, Nigeria
- MIV Aeroporto Millville Municipal, Millville (New Jersey), Stati Uniti d'America
- MIW Aeroporto Marshalltown Municipal, Marshalltown (Iowa), Stati Uniti d'America
- MIX Aeroporto civile, Miriti, Colombia
- MIZ Aeroporto civile, Mainoru, Australia
- MJA Aeroporto civile, Manja, Madagascar
- MJB Aeroporto civile, Mejit Island, Stati Uniti d'America
- MJC Aeroporto civile, Man, Costa d'Avorio
- MJD Aeroporto civile, Mohenjo Daro, Pakistan
- MJE Aeroporto civile, Majkin, Stati Uniti d'America
- MJF Aeroporto Kjaerstad, Mosjøen, Norvegia
- MJG Aeroporto civile, Mayajigua, Cuba
- MJH Aeroporto civile, Majma, Arabia Saudita
- MJJ Aeroporto civile, Moki, Papua Nuova Guinea
- MJK Aeroporto civile, Monkey Mia, Australia
- MJL Aeroporto civile, Mouila, Gabon
- MJM Aeroporto civile, Mbuji-Mayi, Repubblica Democratica del Congo
- MJN Aeroporto Amborovy, Mahajanga, Madagascar
- MJP Aeroporto civile, Manjimup, Australia
- MJQ Automatic Weather Observing / Reporting System, Jackson Municipal (Minnesota), Stati Uniti d'America
- MJT Aeroporto Internazionale di Mitilene, Mitilene, Grecia
- MJU Aeroporto civile, Mamuju, Indonesia
- MJV Aeroporto di Murcia-San Javier, Murcia, Spagna
- MJX Aeroporto civile, Toms River Rj Miller, Stati Uniti d'America
- MJY Aeroporto civile, Mangunjaya, Indonesia
- MJZ Aeroporto civile, Mirny / Mirnyy, Russia
- MKA Aeroporto civile, Mariánské Lázně, Repubblica Ceca
- MKB Aeroporto civile, Mékambo, Gabon
- MKC Aeroporto Downtown, Kansas City (Missouri), Stati Uniti d'America
- MKD Aeroporto civile, Chagni, Etiopia
- MKE Aeroporto General Mitchell International, Milwaukee (Wisconsin), Stati Uniti d'America
- MKF Aeroporto civile, McKenna Army Airfield, Columbus (Georgia), Stati Uniti d'America
- MKG Aeroporto Muskegon County International, Muskegon (Michigan), Stati Uniti d'America
- MKH Aeroporto civile, Mokhotlong, Lesotho
- MKI Aeroporto M'boki, Obo, Repubblica Centrafricana
- MKJ Aeroporto civile, Makoua, Congo
- MKK Aeroporto Hoolehua Municipal, Hoolehua (Hawaii), Stati Uniti d'America
- MKL Aeroporto Sipes Regional, Jackson Mc Kellar (Tennessee), Stati Uniti d'America
- MKM Aeroporto civile, Mukah, Malaysia
- MKN Aeroporto civile, Malekolon, Papua Nuova Guinea
- MKO Aeroporto Davis Field, Muskogee (Oklahoma), Stati Uniti d'America
- MKP Aeroporto civile, Makemo, Polinesia Francese
- MKQ Aeroporto Mopah, Merauke, Indonesia
- MKR Aeroporto Meekatharra, Meekatharra (Western Australia), Australia
- MKS Aeroporto civile, Mekane Selam, Etiopia
- MKT Aeroporto Mankato Municipal, Mankato (Minnesota), Stati Uniti d'America
- MKU Aeroporto Epassengue, Makokou, Gabon
- MKV Aeroporto civile, Mount Cavenagh, Australia
- MKW Aeroporto Rendani, Manokwari, Indonesia
- MKX Aeroporto civile, Mukalla, Yemen
- MKY Aeroporto civile, Mackay (Queensland), Australia
- MKZ Aeroporto di Malacca, Malacca, Malaysia

## ML-MS
- MLA Aeroporto Luqa International, La Valletta, Malta
- MLB Aeroporto Melbourne International, Melbourne (Florida), Stati Uniti d'America
- MLC Aeroporto Mc Alester Regional, Mc Alester (Oklahoma), Stati Uniti d'America
- MLD Aeroporto civile, Malad City (Idaho), Stati Uniti d'America
- MLE Aeroporto Internazionale di Malé, Maldive
- MLF Aeroporto Municipal, Milford (Utah), Stati Uniti d'America
- MLG Aeroporto civile, Malang, Indonesia
- MLH Aeroporto civile, Mulhouse / Bale, Francia
- MLI Aeroporto Quad City, Moline (Illinois), Stati Uniti d'America
- MLJ Aeroporto civile, Milledgeville (Georgia), Stati Uniti d'America
- MLK Aeroporto civile, Malta, Stati Uniti d'America
- MLL Aeroporto civile, Marshall (Alaska), Stati Uniti d'America
- MLM Aeroporto Morelia Municipal, Morelia, Messico
- MLN Aeroporto civile, Melilla, Spagna
- MLO Aeroporto civile, Milos, Grecia
- MLP Aeroporto Malao del Sur, Malabang, Filippine
- MLQ Aeroporto civile, Malalaua, Papua Nuova Guinea
- MLR Aeroporto civile, Millicent, Australia
- MLS Aeroporto civile, Miles City (Montana), Stati Uniti d'America
- MLT Aeroporto Millinocket Municipal, Millinocket (Maine), Stati Uniti d'America
- MLU Aeroporto Monroe Regional, Monroe (Louisiana), Stati Uniti d'America
- MLV Aeroporto civile, Merluna, Australia
- MLW Aeroporto Spriggs Payne, Monrovia, Liberia
- MLX Aeroporto Erhac, Malatya, Turchia
- MLY Aeroporto civile, Manley Hot Springs (Alaska), Stati Uniti d'America
- MLZ Aeroporto civile, Melo, Uruguay
- MMA Aeroporto civile, Malmö, Svezia
- MMB Aeroporto civile, Memambetsu, Giappone
- MMC Aeroporto civile, Ciudad Mante, Messico
- MMD Aeroporto civile, Minami Daito Jima, Giappone
- MME Aeroporto Tees-Side International, Tees-Side / Tefe, Regno Unito
- MMF Aeroporto civile, Mamfé, Camerun
- MMG Aeroporto civile, Mount Magnet (Western Australia), Australia
- MMH Aeroporto civile, Mammoth Lakes, Stati Uniti d'America
- MMI Aeroporto civile, Athens Mcminn, Stati Uniti d'America
- MMJ Aeroporto civile, Matsumoto, Giappone
- MMK Aeroporto civile, Murmansk, Russia
- MML Automatic Weather Observing / Reporting System, Marshall / Ryan (Minnesota), Stati Uniti d'America
- MMM Aeroporto civile, Middlemount, Australia
- MMN Aeroporto civile, Stow Minuteman, Stati Uniti d'America
- MMO Aeroporto civile, Maio, Capo Verde
- MMP Aeroporto civile, Mompos, Colombia
- MMQ Aeroporto civile, Mbala, Zambia
- MMR Aeroporto civile, Austin Camp Maybry Ahp, Stati Uniti d'America
- MMT Aeroporto Air National Guard Weather Facility Base, Mc Entire (Carolina del Sud), Stati Uniti d'America
- MMU Aeroporto civile, Morristown (New Jersey), Stati Uniti d'America
- MMW Aeroporto civile, Moma, Mozambico
- MMX Aeroporto di Sturup, Malmö, Svezia
- MMY Aeroporto civile, Miyako Jima, Giappone
- MMZ Aeroporto civile, Maimana, Afghanistan (sito informativo)
- MNA Aeroporto civile, Melanguane, Indonesia
- MNB Aeroporto civile, Moanda / Muanda, Repubblica Democratica del Congo
- MNB Aeroporto civile, Moanza, Repubblica Democratica del Congo
- MNC Aeroporto civile, Nacala, Mozambico
- MND Aeroporto civile, Medina, Colombia
- MNE Aeroporto civile, Mungaranie, Australia
- MNF Aeroporto civile, Mana Island, Figi
- MNG Aeroporto civile, Maningrida (Northern Territory), Australia
- MNH Aeroporto civile, Minneriya, Sri Lanka
- MNI Aeroporto Blackburne, Montserrat, IOB
- MNJ Aeroporto civile, Mananjary, Madagascar
- MNK Aeroporto civile, Maiana, Kiribati
- MNL Aeroporto Ninoy Aquino International, Manila, Filippine
- MNM Aeroporto Twin County, Menominee (Michigan), Stati Uniti d'America
- MNN Aeroporto Municipal, Marion (Ohio), Stati Uniti d'America
- MNO Aeroporto civile, Manono, Repubblica Democratica del Congo
- MNQ Aeroporto civile, Monto, Australia
- MNR Aeroporto civile, Mongu, Zambia
- MNS Aeroporto civile, Mansa, Zambia
- MNT Aeroporto civile, Minto (Alaska), Stati Uniti d'America
- MNU Aeroporto civile, Maulmyine / Moulmein, Birmania
- MNV Aeroporto civile, Mountain Valley, Australia
- MNW Aeroporto civile, Macdonald Downs, Australia
- MNX Aeroporto civile, Manicoré, Brasile
- MNY Aeroporto civile, Mono, Isole Salomone
- MNZ Aeroporto civile, Manassas (Virginia), Stati Uniti d'America
- MOA Aeroporto Militare di Moa, Moa, Cuba
- MOB Aeroporto Mobile Bates Field, Mobile (Alabama), Stati Uniti d'America
- MOC Aeroporto civile, Montes Claros (MG), Brasile
- MOD Aeroporto County Airport-Harry Sham Field, Modesto City (California), Stati Uniti d'America
- MOE Aeroporto civile, Momeik, Birmania
- MOF Aeroporto Wai Oti, Maumere, Indonesia
- MOG Aeroporto civile, Mong Hsat / Monghsat, Birmania
- MOH Aeroporto civile, Mohanbari, India
- MOI Aeroporto civile, Mitiaro Island, Isole Cook
- MOL Aeroporto di Molde-Årø, Norvegia
- MOM Aeroporto Letfotar, Moudjeria, Mauritania
- MON Aeroporto Hermitage, Mount Cook, Nuova Zelanda
- MOO Aeroporto civile, Moomba, Australia
- MOP Aeroporto civile, Mount Pleasant (Michigan), Stati Uniti d'America
- MOQ Aeroporto civile, Morondava, Madagascar
- MOR Aeroporto civile, Morristown (Tennessee), Stati Uniti d'America
- MOS Aeroporto civile, Moses Point, Stati Uniti d'America
- MOT Aeroporto Minot International, Minot (Dakota del Nord), Stati Uniti d'America
- MOU Aeroporto civile, Mountain Village (Alaska), Stati Uniti d'America
- MOV Aeroporto civile, Moranbah, Australia
- MOW Qualunque aeroporto di Mosca, Russia
- MOY Aeroporto civile, Monterrey, Colombia
- MOZ Aeroporto civile, Moorea, Polinesia Francese
- MPA Aeroporto civile, Mpacha, Namibia
- MPB Aeroporto Public Seaplane Base, Miami (Florida), Stati Uniti d'America
- MPC Aeroporto civile, Muko-Muko, Indonesia
- MPD Aeroporto civile, Mirpur Khas / Mir Pur Khas, Pakistan
- MPE Aeroporto civile, Madison Griswold, Stati Uniti d'America
- MPF Aeroporto civile, Mapoda, Papua Nuova Guinea
- MPG Aeroporto civile, Makini, Papua Nuova Guinea
- MPH Aeroporto Aklan, Caticlan, Filippine
- MPI Aeroporto civile, Mamitupo, Panama
- MPK Aeroporto civile, Mokpo, Corea del Sud
- MPL Aeroporto Méditerranée/Frejorgues, Montpellier, Francia
- MPM Aeroporto Mavalane International, Maputo, Mozambico
- MPN Aeroporto Mount Pleasant, Mount Pleasant / South Georgia And The South Sandwich Islands, Falkland
- MPO Aeroporto Pocono Mountains Municipal, Mount Pocono (Pennsylvania), Stati Uniti d'America
- MPP Aeroporto civile, Mulatupo, Panama
- MPQ Aeroporto civile, Ma'an, Giordania
- MPR Aeroporto civile, Mc Pherson, Stati Uniti d'America
- MPS Aeroporto civile, Mount Pleasant (Texas), Stati Uniti d'America
- MPT Aeroporto civile, Maliana, Indonesia
- MPU Aeroporto civile, Mapua, Papua Nuova Guinea
- MPV Aeroporto Edward F. Knapp State, Barre / Montpelier (Vermont), Stati Uniti d'America
- MPW Aeroporto civile, Mariupol, Ucraina
- MPX Aeroporto civile, Miyanmin, Papua Nuova Guinea
- MPY Aeroporto civile, Maripasoula, Guyana francese
- MPZ Aeroporto civile, Mount Pleasant (Iowa), Stati Uniti d'America
- MQA Aeroporto civile, Mandora, Australia
- MQB Aeroporto civile, Macomb Municipal, Stati Uniti d'America
- MQC Aeroporto civile, Miquelon, Saint-Pierre e Miquelon
- MQD Aeroporto civile, Maquinchao, Argentina
- MQE Aeroporto civile, Marqua, Australia
- MQF Aeroporto civile, Magnitogorsk, Russia
- MQH Aeroporto civile, Minacu (GO), Brasile
- MQI Aeroporto civile, Quincy, Stati Uniti d'America
- MQK Aeroporto di San Matías, Bolivia
- MQL Aeroporto Mildura, Mildura (VI), Australia
- MQM Aeroporto civile, Mardin, Turchia
- MQN Aeroporto civile, Mo I Rana Rossvoll, Norvegia
- MQQ Aeroporto civile, Moundou, Ciad
- MQP Aeroporto civile, Mpumalanga, Sudafrica
- MQR Aeroporto civile, Mosquera, Colombia
- MQS Aeroporto civile, Mustique, Saint Vincent e Grenadine
- MQT Aeroporto Marquette County, Marquette (Michigan), Stati Uniti d'America
- MQU Aeroporto civile, Mariquita, Colombia
- MQX Aeroporto Alula Aba Nega, Macallè, Etiopia
- MQY Aeroporto civile, Smyrna (Tennessee), Stati Uniti d'America
- MRA Aeroporto civile, Misurata, Libia
- MRD Aeroporto Alberto Carnevalli, Mérida, Venezuela
- MRE Aeroporto civile, Mara Lodges, Kenya
- MRF Aeroporto Municipal, Marfa (Texas), Stati Uniti d'America
- MRG Aeroporto civile, Mareeba, Australia
- MRI Aeroporto Merrill Field, Anchorage (Alaska), Stati Uniti d'America
- MRJ Aeroporto civile, Marcala, Honduras
- MRK Aeroporto civile, Marco Island, Stati Uniti d'America
- MRL Aeroporto civile, Miners Lake, Australia
- MRM Aeroporto civile, Manare, Papua Nuova Guinea
- MRN Aeroporto civile, Morganton, Stati Uniti d'America
- MRO Aeroporto civile, Masterton, Nuova Zelanda
- MRP Aeroporto civile, Marla, Australia
- MRQ Aeroporto Gasan, Marinduque Island, Filippine
- MRR Aeroporto J. M. Velasco Ibarra, Macara, Ecuador
- MRS Aeroporto Marignane-Provence, Marsiglia, Francia
- MRT Aeroporto civile, Moroak River Moroak, Australia
- MRU Aeroporto Internazionale Sir Seewoosagur Ramgoolam, Plaisance, Mauritius
- MRV Aeroporto civile, Mineralnye Vody, Russia
- MRW Aeroporto civile, Lolland Falster Maribo, Danimarca
- MRX Aeroporto civile, Bandar Mahshahr Mahshahr, Iran
- MRY Aeroporto Peninsula, Monterey / Carmel (California), Stati Uniti d'America
- MRZ Aeroporto civile, Moree (Nuova Galles del Sud), Australia
- MSA Aeroporto civile, Muskrat Dam (OT), Canada
- MSB Aeroporto civile, Marigot, Saint Barthelemy
- MSC Aeroporto civile, Mesa Falcon Fld, Stati Uniti d'America
- MSD Aeroporto civile, Mount Pleasant (Utah), Stati Uniti d'America
- MSE Aeroporto di Manston, Manston, Regno Unito
- MSF Aeroporto civile, Mount Swan, Australia
- MSG Aeroporto civile, Matsaile, Lesotho
- MSH Aeroporto civile, Masirah, Oman
- MSJ Aeroporto Misawa Ab, Misawa, Giappone
- MSL Aeroporto civile, Florence / Muscle Shoals / Sheffield (Alabama), Stati Uniti d'America
- MSM Aeroporto civile, Masi Manimba, Repubblica Democratica del Congo
- MSN Aeroporto Dane County Regional Airport-Truax Field, Madison (Wisconsin), Stati Uniti d'America
- MSO Aeroporto Missoula International, Missoula (Montana), Stati Uniti d'America
- MSP Aeroporto Internazionale di Minneapolis-Saint Paul, (Minnesota), Stati Uniti d'America
- MSQ Aeroporto Internazionale Minsk, Minsk, Bielorussia
- MSR Aeroporto Tur-Afb, Mus, Turchia
- MSS Aeroporto Massena International Airport-Richards Field, Massena (New York), Stati Uniti d'America
- MST Aeroporto Aachen Airport / Zuid Limburg / Beek, Maastricht, Paesi Bassi
- MSU Aeroporto Moshoeshoe I International, Maseru, Lesotho
- MSV Automatic Weather Observing / Reporting System, Monticello (New York), Stati Uniti d'America
- MSW Aeroporto civile, Massaua, Eritrea
- MSX Aeroporto civile, Mossendjo, Congo
- MSY Aeroporto Louis Armstrong International, New Orleans (Louisiana), Stati Uniti d'America
- MSZ Aeroporto Yuri Gargarin Namibe, Moçâmedes, Angola (sito informativo)

## MT-MZ
- MTA Aeroporto civile, Matamata, Nuova Zelanda
- MTB Aeroporto civile, Monte Libano, Colombia
- MTD Aeroporto civile, Mount Sandford, Australia
- MTE Aeroporto civile, Monte Alegre, Brasile
- MTF Aeroporto civile, Mizan Teferi, Etiopia
- MTG Aeroporto civile, Mato Grosso, Brasile
- MTH Aeroporto civile, Marathon (Florida), Stati Uniti d'America
- MTI Aeroporto civile, Mosteiros - Fogo Island, Capo Verde
- MTJ Aeroporto Montrose County, Montrose (Colorado), Stati Uniti d'America
- MTJ ? Aeroporto regionale di Telluride, Telluride (Colorado), Stati Uniti d'America
- MTK Aeroporto civile, Makin Island, Kiribati
- MTL Aeroporto civile, Maitland (Nuova Galles del Sud), Australia
- MTM Aeroporto civile, Metlakatla (Alaska), Stati Uniti d'America
- MTN Aeroporto civile, Baltimore / Martin (Maryland), Stati Uniti d'America
- MTO Aeroporto civile, Mattoon (Illinois), Stati Uniti d'America
- MTP Aeroporto civile, Montauk (New York), Stati Uniti d'America
- MTQ Aeroporto civile, Mitchell (Queensland), Australia
- MTR Aeroporto Los Garzones, Montería, Colombia
- MTS Aeroporto di Matsapha, Manzini, Swaziland
- MTT Aeroporto civile, Minatitlan, Messico
- MTU Aeroporto civile, Montepuez, Mozambico
- MTV Aeroporto civile, Mota Lava, Vanuatu
- MTW Automatic Weather Observing / Reporting System, Manitowac Municipal (Wisconsin), Stati Uniti d'America
- MTX Aeroporto civile, Fairbanks Metro, Stati Uniti d'America
- MTY Aeroporto Internazionale General Mariano Escobedo, Monterrey, Messico
- MTZ Aeroporto Bar Yehuda, Masada, Israele
- MUA Aeroporto civile, Munda New Georgia, Isole Salomone
- MUB Aeroporto di Maun, Maun, Botswana
- MUC Aeroporto Franz Josef Strauss, Monaco, Germania
- MUD Aeroporto civile, Mueda, Mozambico
- MUE Aeroporto Kohala, Kamuela Waimea (Hawaii), Stati Uniti d'America
- MUF Aeroporto civile, Muting, Indonesia
- MUG Aeroporto civile, Mulegé, Messico
- MUH Aeroporto di Marsa Matruh, Egitto
- MUJ Aeroporto civile, Mui River, Etiopia
- MUK Aeroporto civile, Mauke Island, Isole Cook
- MUL Aeroporto civile, Moultrie/thomasville Spence, Stati Uniti d'America
- MUM Aeroporto civile, Mumias, Kenya
- MUN Aeroporto civile, Maturín, Venezuela
- MUP Aeroporto civile, Mulga Park, Australia
- MUQ Aeroporto civile, Muccan, Australia
- MUR Aeroporto civile, Marudi, Malaysia
- MUT Aeroporto civile, Muscatine (Iowa), Stati Uniti d'America
- MUU Aeroporto civile, Mount Union (Pennsylvania), Stati Uniti d'America
- MUV Aeroporto civile, Philadelphia Pa/wilm'ton Mustin Alf, Stati Uniti d'America
- MUW Aeroporto civile, Mascara, Algeria
- MUX Aeroporto civile, Multan, Pakistan
- MUY Aeroporto civile, Mouyondzi, Congo
- MUZ Aeroporto civile, Musoma, Tanzania
- MVA Aeroporto civile, Mývatn, Islanda
- MVB Aeroporto di Franceville-Mvengué, Franceville, Gabon
- MVD Aeroporto Carrasco International, Montevideo, Uruguay
- MVE Automatic Weather Observing / Reporting System, Montevideo (Minnesota), Stati Uniti d'America
- MVF Aeroporto civile, Mossoro D Rosado, Brasile
- MVG Aeroporto civile, Mevang, Gabon
- MVH Aeroporto civile, Macksville, Australia
- MVI Aeroporto civile, Manetai, Papua Nuova Guinea
- MVJ Aeroporto civile, Mandeville Marlbrough, Giamaica
- MVK Aeroporto civile, Mulka, Australia
- MVL Aeroporto Morrisville-Stowe State, Morrisville (Vermont), Stati Uniti d'America
- MVM Aeroporto civile, Kayenta (Arizona), Stati Uniti d'America
- MVN Aeroporto Outland, Mout Vernon (Illinois), Stati Uniti d'America
- MVO Aeroporto civile, Mongo, Ciad
- MVP Aeroporto civile, Mitú, Colombia
- MVQ Aeroporto civile, Mogilev, Bielorussia
- MVR Aeroporto Salak, Maroua, Camerun
- MVS Aeroporto civile, Mucuri (Buenos Aires), Brasile
- MVT Aeroporto civile, Mataiva, Polinesia Francese
- MVU Aeroporto civile, Musgrave, Australia
- MVV Aeroporto civile, Megève, Francia
- MVW Aeroporto civile, Mount Vernon Skagit, Stati Uniti d'America
- MVX Aeroporto civile, Minvoul, Gabon
- MVY Aeroporto civile, Martha's Vineyard, Stati Uniti d'America
- MVZ Aeroporto civile, Masvingo, Zimbabwe
- MWA Aeroporto civile, Marion (Illinois), Stati Uniti d'America
- MWB Aeroporto civile, Morawa, Australia
- MWC Aeroporto civile, Milwaukee / Timmerman (Wisconsin), Stati Uniti d'America
- MWD Aeroporto Mianwali Airport / Air Base, Mianwali, Pakistan
- MWE Aeroporto civile, Merowe, Sudan
- MWF Aeroporto Naone, Maewo, Vanuatu
- MWG Aeroporto civile, Marawaka, Papua Nuova Guinea
- MWH Aeroporto Grant County, Moses Lake (Washington), Stati Uniti d'America
- MWI Aeroporto civile, Maramuni, Papua Nuova Guinea
- MWJ Aeroporto civile, Matthews Ridge, Guyana
- MWK Aeroporto civile, Matak, Indonesia
- MWL Aeroporto Mineral Wells, Mineral Wells (Texas), Stati Uniti d'America
- MWM Aeroporto civile, Windom Airport Minnesota, Stati Uniti d'America
- MWN Aeroporto civile, Mwadui, Tanzania
- MWP Aeroporto civile, Mountain, Nepal
- MWQ Aeroporto civile, Magway, Birmania
- MWT Aeroporto civile, Moolawatana, Australia
- MWU Aeroporto civile, Mussau, Papua Nuova Guinea
- MWV Aeroporto civile, Mundulkiri, Cambogia
- MWX Aeroporto civile, Moss Town Exuma Intl, Bahamas
- MWY Aeroporto civile, Miranda Downs, Australia
- MWZ Aeroporto civile, Mwanza, Tanzania
- MXB Aeroporto civile, Masamba, Indonesia
- MXC Aeroporto civile, Monticello, Utah, Stati Uniti d'America
- MXD Aeroporto civile, Marion Downs, Australia
- MXE Aeroporto civile, Maxton Laurinburg, Stati Uniti d'America
- MXF Aeroporto Maxwell Air Force Base, Montgomery / Maxwell (Alabama), Stati Uniti d'America
- MXG Aeroporto civile, Marlborough (Massachusetts), Stati Uniti d'America
- MXH Aeroporto civile, Moro, Papua Nuova Guinea
- MXJ Aeroporto di Minna, Minna, Nigeria
- MXK Aeroporto civile, Mindik, Papua Nuova Guinea
- MXL Aeroporto General Rodolfo Sanchez Taboada, Mexicali, Messico
- MXM Aeroporto civile, Morombe, Madagascar
- MXN Aeroporto Ploujean, Morlaix, Francia
- MXP Aeroporto di Milano-Malpensa, Milano, Italia
- MXQ Aeroporto civile, Mitchell River, Australia
- MXR Aeroporto civile, Mirgorod, Ucraina
- MXS Aeroporto civile, Maota Savail Island, Samoa Occidentali
- MXT Aeroporto civile, Maintirano, Madagascar
- MXU Aeroporto civile, Mullewa, Australia
- MXV Aeroporto civile, Moron, Mongolia
- MXW Aeroporto civile, Mandalgobi, Mongolia
- MXX Aeroporto Siljan, Mora, Svezia
- MXY Aeroporto civile, Mc Carthy (Alaska), Stati Uniti d'America
- MXZ Aeroporto civile, Meixian, Cina
- MYA Aeroporto civile, Moruya (Nuova Galles del Sud), Australia
- MYB Aeroporto civile, Mayoumba, Gabon
- MYC Aeroporto civile, Maracay-B. A. Sucre, Venezuela
- MYD Aeroporto civile, Malindi, Kenya
- MYE Aeroporto civile, Miyake Jima, Giappone
- MYF Aeroporto Montgomery Field, San Diego (California), Stati Uniti d'America
- MYG Aeroporto Air Base, Mayaguana, Bahamas
- MYH Aeroporto civile, Marble Canyon, Stati Uniti d'America
- MYI Aeroporto civile, Murray Islands, Australia
- MYJ Aeroporto civile, Matsuyama, Giappone
- MYK Aeroporto civile, May Creek, Stati Uniti d'America
- MYL Aeroporto civile, Mc Call (Idaho), Stati Uniti d'America
- MYM Aeroporto civile, Monkey Mountain, Guyana
- MYN Aeroporto civile, Marib, Yemen
- MYO Aeroporto civile, Myroodah, Australia
- MYP Aeroporto civile, Mary, Turkmenistan
- MYQ Aeroporto civile, Mysore, India
- MYR Aeroporto Myrtle Beach Air Force Base, Myrtle Beach (Carolina del Sud), Stati Uniti d'America
- MYS Aeroporto civile, Moyale, Etiopia
- MYT Aeroporto civile, Myitkyina, Birmania
- MYU Aeroporto civile, Mekoryuk (Alaska), Stati Uniti d'America
- MYV Aeroporto civile, Marysville (California), Stati Uniti d'America
- MYW Aeroporto civile, Mtwara, Tanzania
- MYX Aeroporto civile, Menyamya, Papua Nuova Guinea
- MYY Aeroporto civile, Miri, Malaysia
- MYZ Aeroporto civile, Monkey Bay / Monkey Island, Malawi
- MZA Aeroporto civile, Muzaffarnagar, India
- MZB Aeroporto civile, Mocimboa Da Praia, Mozambico
- MZC Aeroporto civile, Mitzic, Gabon
- MZD Aeroporto civile, Mendez, Ecuador
- MZE Aeroporto civile, Manatee, Belize
- MZF Aeroporto Wild Coast, Mzamba, Sudafrica
- MZG Aeroporto civile, Makung / Magong, Taiwan
- MZH Aeroporto Amasya Air Base, Merzifon, Turchia
- MZI Aeroporto Barbe, Mopti, Mali
- MZK Aeroporto civile, Marakei, Kiribati
- MZL Aeroporto Santaguida, Manizales, Colombia
- MZN Aeroporto civile, Minj, Papua Nuova Guinea
- MZO Aeroporto civile, Manzanillo, Cuba
- MZP Aeroporto civile, Motueka, Nuova Zelanda
- MZQ Aeroporto civile, Mkuze, Sudafrica
- MZR Aeroporto civile, Mazar-I-Sharif, Afghanistan (sito informativo)
- MZT Aeroporto Internazionale di Mazatlán, Mazatlán, Messico
- MZU Aeroporto civile, Muzaffarpur, India
- MZV Aeroporto civile, Mulu, Malaysia
- MZW Aeroporto civile, Matsu, Taiwan
- MZX Aeroporto civile, Masslo / Meslo, Etiopia
- MZX Aeroporto civile, Mena, Etiopia
- MZZ Aeroporto civile, Manzini, Swaziland